# 12708 Van Straten
12708 Van Straten (1990 UB4) là một tiểu hành tinh vành đai chính được phát hiện ngày 16 tháng 10 năm 1990, bởi E. W. Elst ở Đài thiên văn Nam Âu.